# Stadion Dukla
Stadion Dukla – stadion piłkarski w Hawierzowie (w części miasta Sucha Średnia), w Czechach. Jego budowa rozpoczęła się w 1987 roku i trwała do roku 1996. Obiekt może pomieścić 7500 widzów, z czego 4500 miejsc jest zadaszonych. Swoje spotkania na stadionie rozgrywają piłkarze klubu MFK Havířov.